# Le Franc
Le Franc  es una película del año 1994.

## Sinopsis
Marigo el músico sueña con su instrumento, un congoma, que ha sido confiscado por su casera porque le debe el alquiler. Se hace con un billete de lotería nacional y decide guardarlo en un lugar seguro hasta el día del sorteo: lo pega a su puerta. La noche del sorteo, la fortuna sonríe a Marigo: tiene el número ganador. Marigo ya se imagina multimillonario, con miles de congomas, una orquesta, un avión privado… incluso tiene una visión del carismático Aminata Fall, símbolo del capitalismo africano. Pero el problema es que ha pegado el billete a la puerta… Le Franc es la primera parte de la trilogía inacabada de Mambety, Historias de gente pequeña, que incluye el corto La pequeña vendedora de Sol.

## Premios
- San Francisco 1995
- Namur 1995
- Milan 1995
- FESPACO 1995